# Fournets-Luisans
Fournets-Luisans és un municipi francès situat al departament del Doubs i a la regió de Borgonya - Franc Comtat. L'any 2007 tenia 588 habitants.

## Demografia

### Població
El 2007 la població de fet de Fournets-Luisans era de 588 persones. Hi havia 216 famílies de les quals 47 eren unipersonals (31 homes vivint sols i 16 dones vivint soles), 51 parelles sense fills, 94 parelles amb fills i 24 famílies monoparentals amb fills.
La població ha evolucionat segons el següent gràfic:
Habitants censats

### Habitatges
El 2007 hi havia 253 habitatges, 222 eren l'habitatge principal de la família, 12 eren segones residències i 20 estaven desocupats. 192 eren cases i 60 eren apartaments. Dels 222 habitatges principals, 169 estaven ocupats pels seus propietaris, 37 estaven llogats i ocupats pels llogaters i 16 estaven cedits a títol gratuït; 1 tenia una cambra, 11 en tenien dues, 24 en tenien tres, 44 en tenien quatre i 142 en tenien cinc o més. 141 habitatges disposaven pel capbaix d'una plaça de pàrquing. A 88 habitatges hi havia un automòbil i a 125 n'hi havia dos o més.

### Piràmide de població
La piràmide de població per edats i sexe el 2009 era:
| Homes | Edats   | Dones |
| ----- | ------- | ----- |
| 0     | 95 o +  | 0     |
| 0     | 90 a 94 | 0     |
| 0     | 85 a 89 | 4     |
| 0     | 80 a 84 | 4     |
| 4     | 75 a 79 | 4     |
| 4     | 70 a 74 | 4     |
| 20    | 65 a 69 | 16    |
| 4     | 60 a 64 | 8     |
| 28    | 55 a 59 | 16    |
| 12    | 50 a 54 | 24    |
| 12    | 45 a 49 | 8     |
| 24    | 40 a 44 | 20    |
| 16    | 35 a 39 | 28    |
| 28    | 30 a 34 | 4     |
| 16    | 25 a 29 | 20    |
| 8     | 20 a 24 | 8     |
| 28    | 15 a 19 | 16    |
| 36    | 10 a 14 | 28    |
| 32    | 5 a 9   | 16    |
| 8     | 0 a 4   | 16    |

## Economia
El 2007 la població en edat de treballar era de 397 persones, 326 eren actives i 71 eren inactives. De les 326 persones actives 318 estaven ocupades (175 homes i 143 dones) i 8 estaven aturades (2 homes i 6 dones). De les 71 persones inactives 27 estaven jubilades, 24 estaven estudiant i 20 estaven classificades com a «altres inactius».

### Ingressos
El 2009 a Fournets-Luisans hi havia 234 unitats fiscals que integraven 628,5 persones, la mediana anual d'ingressos fiscals per persona era de 20.720 €.

### Activitats econòmiques
Dels 29 establiments que hi havia el 2007, 1 era d'una empresa extractiva, 4 d'empreses alimentàries, 1 d'una empresa de fabricació de material elèctric, 5 d'empreses de fabricació d'altres productes industrials, 4 d'empreses de construcció, 3 d'empreses de comerç i reparació d'automòbils, 2 d'empreses de transport, 3 d'empreses d'hostatgeria i restauració, 1 d'una empresa immobiliària, 2 d'empreses de serveis i 3 d'empreses classificades com a «altres activitats de serveis».
Dels 6 establiments de servei als particulars que hi havia el 2009, 1 era una funerària, 2 tallers de reparació d'automòbils i de material agrícola, 1 lampisteria, 1 empresa de construcció i 1 perruqueria.
L'any 2000 a Fournets-Luisans hi havia 29 explotacions agrícoles que ocupaven un total de 1.464 hectàrees.

## Equipaments sanitaris i escolars
El 2009 hi havia 1 escola maternal integrada dins d'un grup escolar amb les comunes properes formant una escola dispersa i 1 escola elemental integrada dins d'un grup escolar amb les comunes properes formant una escola dispersa.

## Poblacions més properes
El següent diagrama mostra les poblacions més properes.